# Kényszeres vásárlás
A kényszeres vásárlás egy kényszerbetegség. Kényszeres vásárló az a személy, aki megszállottként vásárol dolgokat, sokszor értelmetlenül. Ez az állapot azt jelenti, hogy az illető cél nélkül fogyaszt, és kritika nélkül elfogadja a marketing tanácsait, utasításoknak értelmezi őket.
A függőség jellemzője, hogy a személy azt éli meg, hogy szüksége van egy bizonyos viselkedés végrehajtására; ez esetben a vásárlásra, melyre folyamatos vágyat érez, s nem tud ellenállni. Mint a szenvedélybetegségeknek (drogfüggőség, alkoholizmus, játékszenvedély stb.) általában, rendszerint ennek az oka is az, hogy a „beteg” nem kielégítő érzelmi kapcsolatokkal rendelkezik, boldogtalan.
A köznyelv leggyakrabban a „konzumidióta” kifejezéssel illeti őket.